# Live at the Greek Theatre
Live at the Greek Theatre es un álbum en vivo doble de la cantante estadounidense Vikki Carr. Fue publicado en noviembre de 1973 a través de Columbia Records.

## Recepción de la crítica
Un escritor no especificado de la revista Cash Box declaró: “La emocionante Vikki tiene un paquete tremendo en este conjunto de dos discos en vivo, cuya elaborada producción y arreglos sirven como un escaparate perfecto para el increíble talento de la cantante. Producido por Danny Janssen y Bobby Hart, el LP incluye la conmovedora versión de Vikki de «Lean on Me» de Bill Withers, así como «I Believe in the Sunshine», «Rock-a-Bye Your Baby with a Dixie Melody», «Leave a Little Room», un popurrí en español de 4 partes que incluye «Se Acabo» y «A Song for You». A lo largo de este delicioso esfuerzo, Vikki está acompañada por una orquesta versátil que acentúa perfectamente su virtuosismo”. Un escritor no especificado de la revista Record World declaró: “La vivaz Vikki Carr obtuvo un triunfo emocional y artístico en el Greek Theatre y un nuevo álbum doble del concierto captura maravillosamente todos los sonidos y las buenas vibraciones de la cantante y su excelente orquesta de respaldo. Bobby Hart y Danny Janssen han realizado un excelente trabajo de producción en vivo”. Un escritor no especificado de la revista Billboard declaró: “Los arreglos orquestales son magníficos y toda la emoción de un espectáculo en vivo se capta aquí, desde los diferentes estados de ánimo del material hasta los estados de ánimo del público”.

## Lista de canciones
| Lado uno | |          |  |
| N.º      | Título | Duración |  |
| 1.       | «Morning of a Fawn (Vikki Carr Overture)» (Robert Florence) | 4:21     |  |
| 2.       | «Love Song» (Leslie Duncan) | 3:45     |  |
| 3.       | «A Song for You» (Leon Russell) | 3:36     |  |
| 4.       | «Spanish Medley» I. «Historia de Amor» (Augusto Alpin, Carl Sigman, Francis Lai) II. «Somos Novios» (Armando Manzanero) III. «Y Volvere» (O. de la Fuente, Alain Barrière, Roger López) IV. «Se Acabó» (Julio Gutiérrez) | 11:03    |  |

| Lado dos |                                                                                         |          |  |
| N.º      | Título                                                                                  | Duración |  |
| 1.       | «I Can't Stop Loving You» (Don Gibson)                                                  | 4:27     |  |
| 2.       | «It Must Be Him» (Gilbert Bécaud, Mack David)                                           | 3:23     |  |
| 3.       | «Lean on Me» (Bill Withers)                                                             | 3:32     |  |
| 4.       | «Soap Opera Music» (Florence)                                                           | 3:29     |  |
| 5.       | «Superstar Intro» (Bonnie Bramlett, Delaney Bramlett, Russell)                          | 1:08     |  |
| 6.       | «I Wonder Who's Kissing Her Now» (Frank Adams, Will Hough, Harold Orlob, Joseph Howard) | 2:54     |  |
| 7.       | «You Are the Sunshine of My Life» (Stevie Wonder)                                       | 4:10     |  |

| Lado tres |                                                          |          |  |
| N.º       | Título                                                   | Duración |  |
| 1.        | «Overcrowded Dreams» (Sandy Baron, Bobby Hart)           | 4:01     |  |
| 2.        | «Daddy's Dream» (Randy Marr)                             | 5:20     |  |
| 3.        | «Leave a Little Room» (Michael Randall)                  | 4:19     |  |
| 4.        | «Have You Heard the News» (Roger Nichols, Paul Williams) | 4:14     |  |
| 5.        | «I Believe in the Sunshine» (Roger Miller)               | 3:34     |  |

| Lado cuatro | |          |  |
| N.º         | Título | Duración |  |
| 1.          | «With Pen in Hand» (Bobby Goldsboro) | 5:31     |  |
| 2.          | «Garland Medley» I. «You Made Me Love You» (James V. Monaco, Joseph McCarthy) II. «The Trolley Song» (Hugh Martin, Ralph Blane) III. «Rock-a-Bye Your Baby with a Dixie Melody» (Sam Lewis, Joe Young, Jean Schwartz) IV. «The Man That Got Away» (Ira Gershwin, Harold Arlen) V. «Over the Rainbow (Arlen, E.Y. Harburg)» | 11:48    |  |
| 3.          | «Can't Take My Eyes Off You» (Bob Crewe, Bob Gaudio) | 3:24     |  |
| 4.          | «Love Song (Reprise)» (Duncan) | 2:50     |  |

## Posicionamiento
| Gráfica (1973)                            | Pico de posición |
| ----------------------------------------- | ---------------- |
| Estados Unidos (Billboard Top LPs & Tape) | 172              |
| Estados Unidos (Cash Box Top 100 Albums)  | 172              |